# Cirrochroa lesseta
Cirrochroa lesseta är en fjärilsart som beskrevs av Hans Fruhstorfer 1912. Cirrochroa lesseta ingår i släktet Cirrochroa och familjen praktfjärilar. Inga underarter finns listade i Catalogue of Life.